# フィリップ・ヴェルクリュイス
フィリップ・ヴェルクリュイス（Philippe Vercruysse、1962年1月28日 - ）は、フランスの元サッカー選手。ポジションはミッドフィールダー。

## 経歴
オリンピック・マルセイユに在籍した3シーズン全てでディヴィジオン・アン優勝を果たし、1990-91シーズンにはUEFAチャンピオンズカップ準優勝に貢献した。
フランス代表では1983年から1989年までの12試合に出場している。